# Vistonída
Le dème de Vistonída (en grec moderne : Δήμος Βιστωνίδας / Dímos Vistonídas), ou dème de Vistonís (Δήμος Βιστωνίδος / Dímos Vistonídos), est un ancien dème et un village de Macédoine-Orientale-et-Thrace, en Grèce. Il est supprimé, en 2010, lorsqu'il est fusionné avec le nouveau dème d’Abdère.
Il tire son nom du lac Vistonída (ou Vistonís).
Selon le recensement de 2011, la population du dème compte 10 435 habitants.